# 科纳纳库恩泰
科纳纳库恩泰（Konanakunte），是印度卡纳塔克邦Bangalore县的一个城镇。总人口13262（2001年）。

## 人口
该地2001年总人口13262人，其中男性7110人，女性6152人；0—6岁人口1494人，其中男790人，女704人；识字率77.20%，其中男性为80.96%，女性为72.85%。